# إيرول مكفارلان
إيرول مكفارلان (بالإنجليزية: Errol McFarlane Jr.)‏ (مواليد 12 أكتوبر 1977 في بورت أوف سبين) لاعب كرة قدم ترينيدادي دولي يجيد اللعب في خط الهجوم . يلعب حاليا لصالح نادي روكيستر رينوز الأمريكي من سنة 2009 .
سجل إيرول مكفارلان ضمن قائمة أفضل هدافي الدوري اللبناني لكرة القدم حسب الموسم في البطولة الكروية اللبنانية.

## روابط خارجية
- إيرول مكفارلان على موقع الاتحاد الدولي (مؤرشف)  (الإنجليزية)
- إيرول مكفارلان على موقع قاعدة بيانات كرة القدم.إي يو (الإنجليزية)
- إيرول مكفارلان على موقع ناشيونال فوتبول تيمز (الإنجليزية)
- إيرول مكفارلان على موقع Soccerway.com (الإنجليزية)